# 2019年ウクライナ大統領選挙
2019年ウクライナ大統領選挙（2019ねんウクライナだいとうりょうせんきょ、ウクライナ語: Вибори Президента України 2019）は、2019年に実施されたウクライナの大統領を選出するための選挙である。第1回投票が3月31日に行われたが、いずれの候補者も当選に必要な過半数の得票を獲得できなかったため、4月21日に決選投票が行われ、大統領の役で出演したドラマが大ヒットしたことを受けて、大統領選挙に立候補すると若者を中心に幅広い支持を集め、ヨーロッパとの統合路線を訴える一方でロシアとの対話も重視する姿勢も示したウォロディミル・ゼレンスキーが73.22%の得票率で対露強硬派として知られた現職大統領のペトロ・ポロシェンコを破り当選した。ゼレンスキーは同年5月20日に大統領に就任した。

## 背景
選挙に投票する資格があったのは34,544,993人である。しかし、2014年3月にロシアにより行われたクリミア併合（クリミア共和国・セヴァストポリ連邦市）と、ウクライナからの分離・独立派によるドネツィク州（ドネツク人民共和国）とルハーンシク州（ルガンスク人民共和国）の一部の占領（2014年4月以降）により、有権者の約12％が選挙に参加できなかった。 ウクライナの中央選挙管理委員会は、投票に先立ってロシアにある5つの投票所を全て閉鎖し、第三国のジョージア、カザフスタン、フィンランドに代替となる投票所を開設した。
選挙の最大の争点はロシアへの外交であると報じられた。先述のとおりウクライナは一部の地域が分離派（親露派）による実効支配を受けており、その勢力やロシアへの対応が候補により異なるのである。現職のポロシェンコはウクライナ正教会のロシア正教会からの独立など、ロシア離れを実績として挙げているが、低所得であることや社会保障が不十分であることなどが国民の不満となった。一方、ゼレンスキーは政治未経験ながら、テレビドラマ「国民の僕」で大統領へ転身する教師の役を演じた。ゼレンスキーは、分離派（親露派）への融和的な姿勢を見せ、その勢力との紛争は対話で解決すると述べた。
選挙を監視するため、17か国および19団体から合計2344人が国際選挙監視団に正式に登録された。監視者として登録されているのは139の非政府組織である。 ロシアによる選挙への介入へ警戒する見方もある。日本経済新聞は、ウクライナの政府機関への不正アクセスを試みる攻撃についてロシアによる攻撃であると指摘した専門家がいると報じた。

## 立候補者
ウクライナの大統領選挙としては過去最多の39人が立候補している。候補者の登録が締め切られる2019年2月8日までに、92人が立候補の届出を中央選挙管理委員会に行った。その中から44人が大統領選への候補者として登録された。

### 登録された候補者
以下の候補者を含む39人。
- ペトロ・ポロシェンコ
- ウォロディミル・ゼレンスキー
- ユーリヤ・ティモシェンコ
- ユーリー・ボイコ
- アナトーリイ・フルィツェンコ（ウクライナ語版）
- オレグ・リャシュコ

### 撤退した候補者
中央選管に立候補が受理された44人の候補者のうち5人が、他の候補者の支持に回るなどして選挙戦から撤退した。

## 選挙結果

### 候補者別得票数
|                                                                |                                  |                              |            |           |            |           |
| 候補者                                                         | 候補者                           | 所属政党                     | 第1回投票  | 第1回投票 | 第2回投票  | 第2回投票 |
| 候補者                                                         | 候補者                           | 所属政党                     | 得票数     | 得票率    | 得票数     | 得票率    |
|                                                                | ウォロディミル・ゼレンスキー     | 国民の僕                     | 5,713,844  | 30.24%    | 13,541,528 | 73.22%    |
|                                                                | ペトロ・ポロシェンコ             | 無所属                       | 3,014,611  | 15.95%    | 4,522,450  | 24.45%    |
|                                                                | ユーリヤ・ティモシェンコ         | 全ウクライナ連合「祖国」     | 2,532,326  | 13.40%    |            |           |
|                                                                | ユーリー・ボイコ                 | 無所属                       | 2,206,195  | 11.67%    |            |           |
|                                                                | アナトーリイ・フルィツェーンコ   | 文民の立場                   | 1,306,416  | 6.91%     |            |           |
|                                                                | イーホル・スメシュコ             | 無所属                       | 1,141,321  | 6.04%     |            |           |
|                                                                | オレグ・リャシュコ               | 急進党                       | 1,035,988  | 5.48%     |            |           |
|                                                                | オレクサンドル・ヴィルクル       | 野党ブロック                 | 784,274    | 4.15%     |            |           |
|                                                                | ルスラン・コシュリンスキー       | 全ウクライナ連合「自由」     | 307,240    | 1.62%     |            |           |
|                                                                | ユーリ・ティモシェンコ           | 無所属                       | 117,703    | 0.62%     |            |           |
|                                                                | オレクサンドル・シェフチェンコ   | ウクライナ愛国者協会         | 109,064    | 0.57%     |            |           |
|                                                                | バレンティン・ナリヴァイチェンコ | 社会政治運動「正義」         | 43,236     | 0.22%     |            |           |
|                                                                | オルハ・ボホモレッツ             | 無所属                       | 33,966     | 0.17%     |            |           |
|                                                                | ヘナディ・バラショフ             | 5.10                         | 32,872     | 0.17%     |            |           |
|                                                                | ロマン・ベズメルトニー           | 無所属                       | 27,182     | 0.14%     |            |           |
|                                                                | ヴィクトル・ボンダール           | リバイバル                   | 22,565     | 0.11%     |            |           |
|                                                                | ユリア・リトヴィネンコ           | 無所属                       | 20,027     | 0.10%     |            |           |
|                                                                | ユーリー・デレビャンコ           | 自由                         | 19,541     | 0.10%     |            |           |
|                                                                | セルヒー・タルタ                 | 基礎                         | 19,034     | 0.10%     |            |           |
|                                                                | イーホル・シェフチェンコ         | 無所属                       | 18,679     | 0.09%     |            |           |
|                                                                | インナ・ボホスロフスカ           | 無所属                       | 18,501     | 0.09%     |            |           |
|                                                                | ユーリー・カルマジン             | 無所属                       | 15,967     | 0.08%     |            |           |
|                                                                | ヴォロディミル・ペトロフ         | 無所属                       | 15,587     | 0.08%     |            |           |
|                                                                | ヴィタリー・スコツィク           | 無所属                       | 15,117     | 0.08%     |            |           |
|                                                                | セルヒー・カプリン               | 社会民主党                   | 14,540     | 0.07%     |            |           |
|                                                                | オレクサンドル・モロズ           | オレクサンドル・モロズ社会党 | 13,142     | 0.06%     |            |           |
|                                                                | ヴィクトル・クリヴェンコ         | ウクライナ人民運動           | 9,243      | 0.04%     |            |           |
|                                                                | ヴァシリー・ジュラヴリョフ       | 安定党                       | 8,633      | 0.04%     |            |           |
|                                                                | イリア・キバ                     | ウクライナ社会党             | 5,871      | 0.03%     |            |           |
|                                                                | アンドリー・ノヴァク             | 愛国党                       | 5,587      | 0.02%     |            |           |
|                                                                | オレクサンドル・ヴァシュチェンコ | 無所属                       | 5,504      | 0.02%     |            |           |
|                                                                | ミコラ・ハーバー                 | 無所属                       | 5,444      | 0.02%     |            |           |
|                                                                | オレクサンドル・ソロヴィエフ     | 合理的な力                   | 5,342      | 0.02%     |            |           |
|                                                                | ルスラン・リゴヴァノフ           | 無所属                       | 5,233      | 0.02%     |            |           |
|                                                                | オレクサンドル・ダニリュク       | 無所属                       | 4,672      | 0.02%     |            |           |
|                                                                | ヴィタリー・クプリ               | 無所属                       | 4,508      | 0.02%     |            |           |
|                                                                | アルカディ・コルナツキー         | 無所属                       | 4,497      | 0.02%     |            |           |
|                                                                | セルヒー・ノセンコ               | 無所属                       | 3,114      | 0.01%     |            |           |
|                                                                | ロマン・ナシロフ                 | 無所属                       | 2,579      | 0.01%     |            |           |
| 総計                                                           | 総計                             | 総計                         | 18,669,164 | 100.0%    | 18,063,978 | 100.0%    |
| 有効票数（有効率）                                             | 有効票数（有効率）               | 有効票数（有効率）           | 18,669,164 | 98.81%    | 18,063,978 | 97.69%    |
| 無効・白票票（無効率）                                         | 無効・白票票（無効率）           | 無効・白票票（無効率）       | 224,600    | 1.19%     | 427,841    | 2.31%     |
| 投票者数（投票率）                                             | 投票者数（投票率）               | 投票者数（投票率）           | 18,893,764 | 62.88%    | 18,491,819 | 61.42%    |
| 棄権者数（棄権率）                                             | 棄権者数（棄権率）               | 棄権者数（棄権率）           | 11,153,538 | 37.12%    | 11,613,185 | 38.58%    |
| 有権者数                                                       | 有権者数                         | 有権者数                     | 30,047,302 | 100.0%    | 30,105,004 | 100.0%    |
| 出典：第1回投票、決選投票 - 中央選挙管理委員会（ウクライナ語） |                                  |                              |            |           |            |           |